# Ліплявське лісництво
Ліпля́вське лісництво — структурний підрозділ Золотоніського лісового господарства Черкаського обласного управління лісового та мисливського господарства.
Офіс знаходиться у с. Ліпляве, Черкаський район, Черкаська область.

## Лісовий фонд
Лісництво охоплює ліси Черкаського району.

## Об'єкти природно-заповідного фонду
У віданні лісництва перебувають об'єкти природно-заповідного фонду:
- ландшафтний заказник місцевого значення Максим.